# Нидерландская мусульманская телерадиокомпания
Нидерландская мусульманская телерадиокомпания, сокр. НМТ (нидерл. Nederlandse Moslim Omroep, , сокр. NMO) — нидерландский общественный канал, работающий по исламским принципам. Офис телекомпании находился в Хилверсюме. Трансляция телерадиокомпании была остановлена в марте 2010 года, после того, как в 2007 году директор канала был уволен по подозрению в мошенничестве.

## История
В 1986 году в Нидерландах была создана Нидерландская мусульманская телерадиокомпания (НМТ), располагавшая еженедельным воскресным телеэфиром с 12 до 13 часов дня на первом общенациональном телеканале NPO 2 (иногда и на Z@PP) и 3-часовым эфиром на радио Radio 5. В дни мусульманских праздников, финансируемая государством телекомпания получала дополнительное эфирное время по вечерам.
По словам директора НМТ Франка Виллема: «Наша цель — показать мусульманам и немусульманам всю палитру ислама. Голландия — страна мусульманской иммиграции. Здесь есть турки, марокканцы, боснийцы, суринамцы, индонезийцы. Всё это страны со своей культурой. У нас одно общее — Коран. В остальном — мы разные. В своих программах мы показываем, что мусульманин вполне может найти в Голландии своё место — в экономике, на рынке труда, в сфере образования. У нас нет идеологии, но есть идеалы». По словам шеф-редактора НМТ Рашида Алибюкса: «Мы стараемся создавать передачи для широкого круга телезрителей, включая молодежь. А та не столь догматична. Для неё мы делаем специальную программу „Драйв“. Эта серия портретов молодых ребят, исповедующих ислам и живущих в Голландии».
Вещание НМТ не раз прерывалось из-за того, что приверженцы разных этнических течений среди голландских мусульман долго не могли договориться, какими должны быть передачи, кто должен стать ведущим. В настоящее время вещание канала идёт на голландском языке с арабскими и турецкими субтитрами. Ведущих практически не было, а среди журналистов были и мусульмане, и «коренные голландцы». Съёмочная группа журналистки Аннеман Вайс, например, снимала публичные дебаты между голландскими феминистками и мусульманками на тему «Мусульманские женщины и эмансипация».
При рассмотрении бюджета 2005 года Народная партия за свободу и демократию предложила НМТ приобрести лицензию на вещание, так как телекомпания не представляла все мусульманские общины Нидерландов. Это привело к тому, что с сентября 2005 года канал должен был разделить эфирное время с Нидерландской исламской телерадиокомпанией (НИТ, нидерл. NIO). После выхода судебных постановлений стало ясно, что невозможно было выделить эфирное время для двух телеканалов.
В июле 2007 года директор НМТ Фрэнк Уильям под давлением своих противников был вынужден уйти в отставку. В ноябре 2009 года он был арестован по подозрению в мошенничестве и даче взятки. По данным прокуратуры Уильям привлёк для финансирования для своего фильма больше средств, чем было необходимо.
По словам работников НМТ, к 2009 году среди их зрителей примерно две трети мусульман.
В марте 2010 года вещание телерадиокомпании было остановлено из-за банкротства.